# Кејлеб Свониган
Кејлеб Силвестер Свониган (енгл. Caleb Sylvester Swanigan; Индијанаполис, Индијана, 18. април 1997 — Форт Вејн, Индијана, 20. јун 2022) био је амерички кошаркаш. Играо је на позицији крилног центра. Портланд трејлблејзерси су га изабрали у првом кругу НБА драфта 2017. године као 26. пика.